# Aldham (Essex)
Aldham is een civil parish in het bestuurlijke gebied Colchester, in het Engelse graafschap Essex met 491 inwoners.

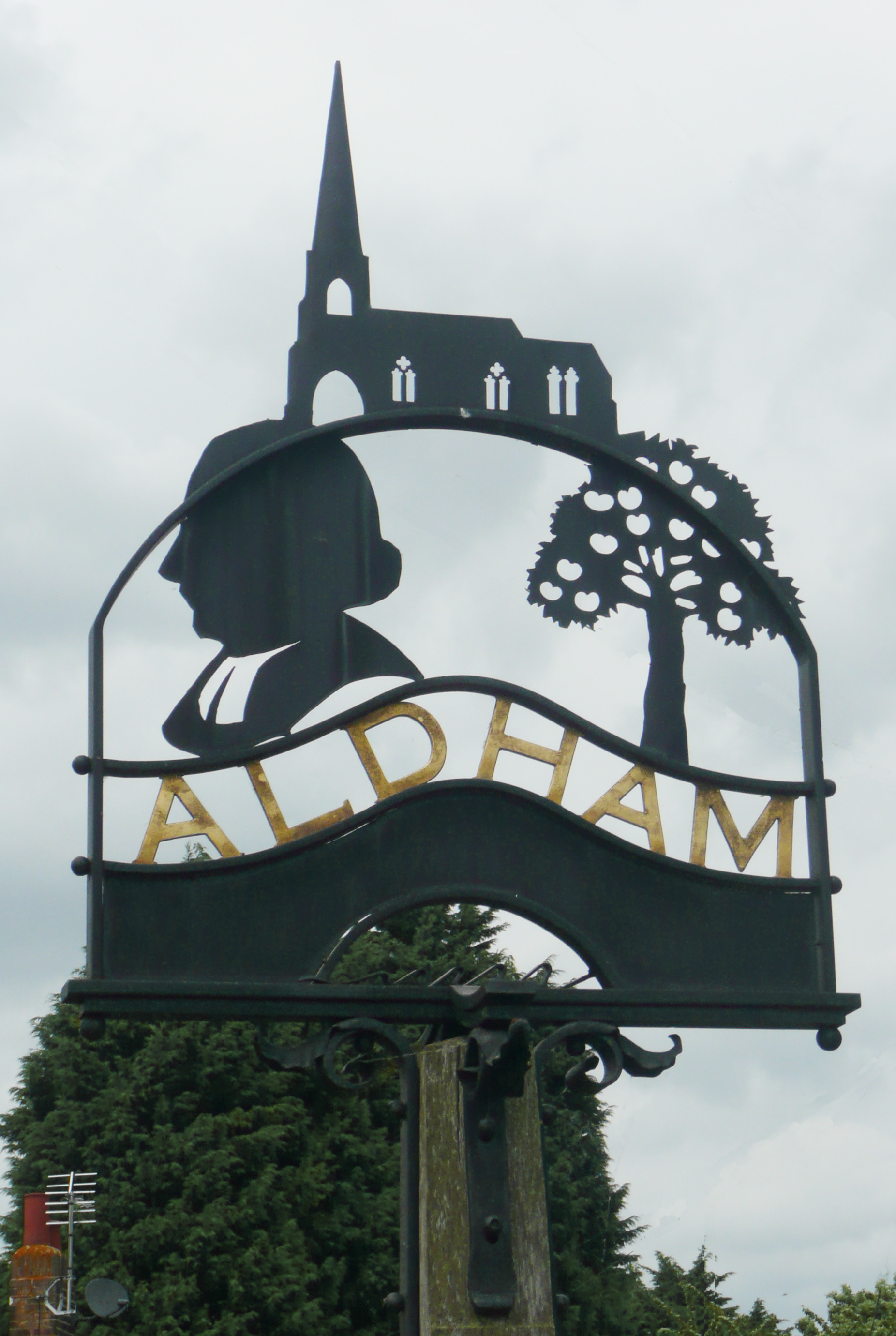